# Lucien (The Sandman)
Lucien es un personaje ficticio introducido por Neil Gaiman en sus historietas de The Sandman, publicadas por Vertigo Comics entre 1988 y 1995. Lucien es el bibliotecario de Sueño, y el máximo responsable del mismo cuando éste está ocupado. Originalmente no fue creado por Neil Gaiman, y pertenecía al cómic Tales of the Ghost House, de DC, en los años 1970.

## Descripción
Lucien, en su apariencia humanoide, es muy alto, incluso más que Morfeo, extremadamente delgado, y luce desgarbado, con el pelo escaso y picudo, y enormes anteojos. Asimismo, tiene orejas puntiagudas, similares a las de un elfo, y viste usualmente con un anticuado traje gris, polainas y zapatos. 

## Historia del personaje
Lucien tiene una historia relativamente larga, en comparación con otros habitantes del sueño. Según le cuenta Morfeo a  Matthew en Las Benévolas, fue el primer cuervo del Sueño, y cuando renunció a su cargo, decidió quedarse en el Sueño con otra función: como bibliotecario. Se sabe que Lucien en ocasiones ha viajado a la Vigilia para recuperar algunos libros perdidos de la Biblioteca del Sueño, tal como se puede ver en Fábulas y Reflejos, en el episodio La cacería; y en The Dreaming se narra que entre fines del siglo XIX y principios del siglo XX Lucien estuvo en Inglaterra, siendo amigo del poeta Yeats y que estuvo enamorado de una mujer mortal.
Cuando Morfeo es atrapado por Burguess, Lucien decide quedarse en el Sueño, cumpliendo con su función y organizando lo mejor posible el castillo, tratando de evitar el colapso total. Este esfuerzo es reconocido, luego de su largo cautiverio, por Sueño mismo, quien confía en Lucien mucho más que en cualquier otro habitante del reino, dejándolo a cargo del mismo siempre que debe ausentarse por una u otra causa. 
Cuando Nuala comienza a residir en el Sueño, aparentemente se enamora de ella durante un tiempo, cosa que apenas es insinuada en The Sandman pero que es explicitada en el número 30 de The Dreaming. 
Es él quien intenta mantener el orden durante el ataque de las Benévolas en dicho tomo ante la ausencia de Morfeo, y también es quien más fe deposita en su señor. Luego de la muerte del mismo, Lucien asiste al nuevo Sueño de los Eternos, encarnado en el hijo de Hippolita Hall, Daniel, en su misma función de siempre.
Lucien reasume brevemente su papel como cuervo del Sueño en dos números de The Dreaming debido a que Matthew es capturado por un antiguo enemigo, Anton Arcane, y se ha vuelto humano durante un tiempo.

## La Biblioteca
Como parte del Sueño, Lucien se encarga de cuidar y organizar la biblioteca del castillo de Morfeo. Según él mismo argumenta en Las Benévolas, recuerda el nombre de cada libro, su ubicación y su clasificación dentro de la Biblioteca, pero recuerda poco más. La biblioteca misma tiene matices fantásticos, al estar compuesta enteramente por libros inconclusos en la realidad, pero pensados, imaginados o escritos en sueños (en realidad, posee todos los libros escritos o imaginados en sueños, y por tanto la biblioteca es mucho más grande que cualquier otra).